# Уорд, Дейтон Лайл
Сэр Дейтон Харкорт Лайл Уорд (англ. Sir Deighton Harcourt Lisle Ward, 16 мая 1909 — 9 января 1984, По, Франция) — барбадосский государственный деятель, генерал-губернатор Барбадоса (1976—1984).

## Биография
Окончил Харрисон-колледж в Бриджтаун. В 1958 году был одним из кандидатов от Барбадосской лейбористской партии, когда она выиграла четыре из пяти мест в Палате представителей. Принадлежал к масоном, а также являлся президентом футбольной ассоциации Барбадоса.
В 1976 г. был назначен на должность генерал-губернатор Барбадоса. В том же году королевой Елизаветой II был возведён в рыцарское достоинство. Являлся кавалером Большого креста ордена Святого Михаила и Святого Георгия. 
Скончался в 1984 году, находясь на должности генерал-губернатора.